# Cessna 408 SkyCourier

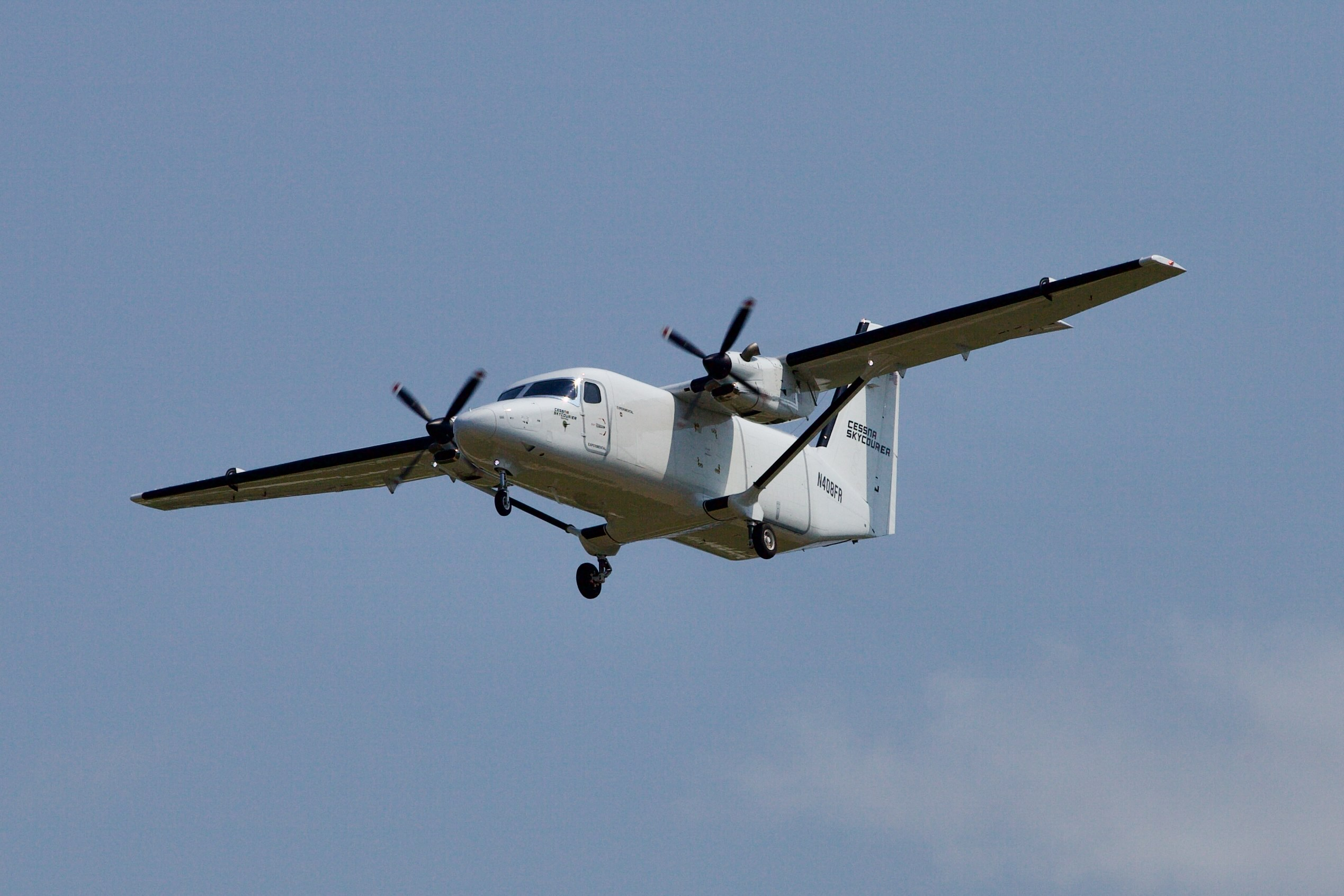
Imagem ilustrativa

O Cessna 408 SkyCourier é um avião turboélice bimotor de asa alta e utilitário, em desenvolvimento pela fabricante norte-americana Cessna Aircraft Company.

## Desenvolvimento
O modelo 408 foi anunciado em 28 de novembro de 2017, pela Textron Aviation, controladora da Cessna, com a introdução prevista para 2020. A FedEx é o cliente de lançamento, com um pedido de 50 aeronaves cargueiras, com opção para mais 50.
Os testes em túnel de vento ocorreram em 2018, antes da realização do primeiro voo, em 2020. A aeronave será certificada conforme a FAR Part 23.
Os planos da FedEx eram de receber uma aeronave por mês, durante quatro anos, a partir de 2020, seguindo no mesmo passo se decidir por tornar firme as outras 50 opções. Apenas em maio de 2022, o primeiro exemplar do modelo foi entregue à FedEx e deve entrar em operação em breve.

## Projeto
O SkyCourier estará disponível em uma versão para 19 passageiros, com amplas janelas na cabine e área separada para a tripulação. Na versão cargueira, será capaz de transportar três pallets LD3 e 2.722 quilos, tendo uma grande porta de carga. É possível ainda uma versão combinada para passageiros e cargas. A aeronave será capaz de cruzar a 200 nós por mais de 900 milhas náuticas (1 670 quilômetros) e um único bocal de abastecimento irá agilizar o tempo de solo. O projeto limpo deve oferecer uma melhor flexibilidade de cabine, desempenho superior e menor custo operacional em relação a seus competidores.
Sua estrutura será montada de materiais de alumínio tradicionais e equipada com bem sucedido motor Pratt & Whitney Canada PT6 A-65, trem de pouso fixo e uma suíte de aviônicos Garmin G1000.
A cabine não pressurizada terá 178 cm de altura e largura, com um chão reto e uma porta de carga com 221 cm.

## Operadores
No Brasil, a CTA Taxi Aéreo recebeu o primeiro exemplar em 1 de junho de 2025. O avião será destinado às operações na região amazônica, com base em Manaus, na configuração para 19 passageiros e combi.
Além dos EUA e Canadá, países em que a FedEx foi o cliente lançador, o Brasil é o terceiro país do mundo a operar o C-408.